# Sublimierung (Psychoanalyse)
Sublimierung, Sublimation oder Sublimieren (von lateinisch sublimare: in die Höhe heben, emporheben, im übertragenen Sinne erhöhen) bedeutet ganz allgemein, dass etwas durch einen Veredelungsprozess auf eine höhere Stufe gebracht wird. In der Physik wird mit Sublimation der Prozess des direkten Übergangs eines Stoffes vom festen in den gasförmigen Aggregatzustand bezeichnet. Seit dem 18. Jahrhundert wird als Sublimierung die Verwandlung von ursprünglichen, naturgegebenen Gefühlen, Empfindungen und Bedürfnissen in eine verarbeitete, „veredelte“ Form bezeichnet. In der Psychoanalyse geht der Begriff auf Sigmund Freud zurück und wird seither kontrovers diskutiert.

## Definition und Begriffsgeschichte
Sigmund Freud bezeichnete mit Sublimierung den Vorgang der Modifikation von Triebenergie in künstlerisch-schöpferische, intellektuelle oder allgemeiner in gesellschaftlich anerkannte Interessen, Tätigkeiten und Produktionen. Es kommt dabei zu einem Wechsel des Zieles (Objekts), auf das sich die Triebenergie ausrichtet:

„Eine gewisse Art von Modifikation des Ziels und Wechsel des Objekts, bei der unsere soziale Wertung in Betracht kommt, zeichnen wir als Sublimierung aus.“

Die Sublimierung verschiebt das Ziel und nutzt die Triebenergie außerhalb des engeren sexuellen Bereichs, so dass der ursprünglich sexuelle Trieb in einer anderen, höher gewerteten Leistung seine Befriedigung findet. Dieses Triebschicksal ermöglicht eine Versöhnung zwischen der triebhaften Natur des Menschen und den kulturellen Anforderungen einer Gesellschaft. Sublimierung gehört in der Nomenklatur der Psychoanalyse zu den Abwehrmechanismen, nimmt aber als die gelungenste Form eine Sonderstellung ein, weil die Modifikation eine gesellschaftlich anerkannte Triebbefriedigung ermöglicht.
Die Fähigkeit zur Sublimierung kann als eines der Ziele einer psychoanalytischen Behandlung angesehen werden. Zu dieser Leistung bedarf es einer Desexualisierung, die durch die Zwischenstufe eines Rückzugs der Libido von den äußeren Objekten auf das Ich ermöglicht wird.
In der hierarchischen Einteilung der Abwehrmechanismen nach Stavros Mentzos, von den unreifen bis zu den reiferen, bildet die Sublimierung die vierte, reifste Ebene. Mentzos betont den Vorteil der Sublimierung als einer gelungenen Anpassung, die eine Abfuhr und Befriedigung ermögliche, die aufgrund der gesellschaftlichen Akzeptanz der Triebziele nicht aufgeschoben werden müsse. Wie Donald Winnicott und Erik Erikson relativiert aber auch er die Auffassung, dass Kulturleben und Kreativität allein durch Sublimierung entstehe. Andere Autoren vertreten die Auffassung, dass der Begriff der Sublimierung im Unterschied zu den Abwehrmechanismen keine eigenständige, in sich abgegrenzte Form umschreibe, sondern einen komplexen Vorgang, an dem verschiedene Abwehrmechanismen beteiligt seien, wodurch es möglich sei, Bedürfnisse des Ichs und der Gesellschaft gelungen miteinander zu verbinden.
Hinsichtlich der Frage, ob mit der Sublimierung auch eine Aufgabe der ursprünglichen Triebregung im Unbewussten verbunden sei, blieb Freud offen und ging von möglichen Unterschieden aus. Auch gilt die Aufgabe der ursprünglichen Triebziele durch die Sublimierung, wenn überhaupt, nur für verpönte Partialtriebe, sodass ein Gegensatz zwischen befriedigend gelebter Sexualität in erwachsenen Formen und kulturellen Leistungen, nicht postuliert wird. Unterschiedliche Ausführungen finden sich auch in Bezug auf die Partialtriebe und deren gelungene Einbindung in die Genitalität mit dem Erreichen der ödipalen Stufe.
Melanie Klein verwendete den Begriff erweiternd auch für die Fähigkeit zur Wiederherstellung des durch die destruktiven Triebe in der Fantasie zerstörten mütterlichen Objekts.

## Einordnung
Der deskriptive Begriff der Sublimierung beruht auf dem triebtheoretischen Modell der Psychoanalyse und der Vorstellung, dass die biologisch-triebgebundene menschliche Anlage im Zuge verschiedener „Triebschicksale“ entwicklungspsychologischen Veränderungen unterliegt. Durch diese kommt es zu einer Vermittlung von „Natur“ und „Kultur“, die sich in neurotischen Erkrankungen ebenso niederschlägt wie in den Formenbildungen gesunder Entwicklungen, einschließlich der kulturellen Leistungen von Gesellschaften.
Als nicht-pathologisches Phänomen spielt der Begriff im klinischen Diskurs psychoanalytischer Behandlungen eine deutlich geringere Rolle als in der Psychoanalyse als Kulturtheorie, da mit ihr anthropologische Diskurse um die Dichotomie von Natur und Kultur und die Doppelnatur des Menschen als biologisches und geistfähiges Wesen verbunden sind.

„Die Triebsublimierung ist ein besonders hervorstechender Zug der Kulturentwicklung, sie macht es möglich, daß höhere psychische Tätigkeiten, wissenschaftliche, künstlerische, ideologische, eine so bedeutende Rolle im Kulturleben spielen. Wenn man dem ersten Eindruck nachgibt, ist man versucht zu sagen, die Sublimierung sei überhaupt ein von der Kultur erzwungenes Triebschicksal. Aber man tut besser, sich das noch länger zu überlegen.“

## Abgrenzungen
Eine Unterscheidung zur Verdrängung besteht darin, dass bei dieser seelische Energie im Verdrängungsvorgang dauerhaft gebunden bleibt und nicht mehr zur Verfügung steht. Sie ist zudem die „unglücklichere“ Variante, weil Triebimpulse dauerhaft nicht befriedigt werden, während dies im Falle der Sublimierung durch die Verschiebung auf kulturell wertgeschätzte Formenbildungen möglich wird und zudem zusätzlich zu einer narzisstischen Anerkennung führen kann.

„Der Neurotiker hat durch seine Verdrängungen viele Quellen seelischer Energie eingebüßt, deren Zuflüsse für seine Charakterbildung und Betätigung im Leben sehr wertvoll gewesen wären. Wir kennen einen weit zweckmäßigeren Vorgang der Entwicklung, die sogenannte Sublimierung, durch welchen die Energie infantiler Wunschregungen nicht abgesperrt wird, sondern verwertet bleibt, indem den einzelnen Regungen statt des unbrauchbaren ein höheres, eventuell nicht mehr sexuelles Ziel gesetzt wird.“

Der Unterschied zur Reaktionsbildung, bei der ebenfalls eine Modifikation verpönter Triebimpulse in gesellschaftlich anerkannte Formenbildungen beschrieben wird, besteht darüber hinaus in der Umkehrung des verpönten Impulses durch gegensätzliche Verhaltens- und Erlebensweisen.

## Kritik, Diskurse und Weiterentwicklungen
Jean Laplanche und Jean-Bertrand Pontalis und weitere Autoren kritisieren, dass der Begriff unscharf bleibe und wenig ausgearbeitet sei. Demgegenüber macht Siegfried Zepf darauf aufmerksam, dass schon Freud selbst betont habe, die Sublimierung sei kein wohldefinierter seelischer Mechanismus, sondern eine lockere Charakterisierung verschiedener Prozesse, die zu sozial wertvolleren Tätigkeiten führe. Joel Whitebook versucht die Lücke in der Theoriebildung durch eine theoretische Weiterentwicklung des Begriffes zu schließen. Seine Ausführungen greifen auf grundlegende wissenschaftstheoretische Unterscheidungen und die historische Begriffsentwicklung zurück und versuchen deutlich zu machen, dass Sublimierung nicht als eine Abwertung kultureller, künstlerischer und intellektueller Leistungen zu verstehen sei, sondern diese lediglich zu erklären versuche.
Vielfach kritisiert wurde die, wenn auch von Freud nie explizit vertretene, Vorstellung, dass alle Kreativität sich von der Sublimierung aus erklären ließe. Insbesondere Donald Winnicott bot mit der entwicklungspsychologischen Ableitung der Kreativität aus den Übergangsphänomenen und dem Spiel ein Modell an, welches seither häufig alternativ oder ergänzend zur Entstehung von Kreativität herangezogen wird.
Der Philosoph und Kulturwissenschaftler Robert Pfaller bezeichnet den Begriff der Sublimierung als problematisch, wenn mit ihm ein komplementäres Verhältnis von Triebnatur und Kultur transportiert werde, da ein solches im Widerspruch zur psychoanalytischen Theorie insgesamt stünde. Er sieht die Sublimierung demgegenüber als eine Arbeit an der Kultur, die nichts am Trieb selbst ändere, sondern lediglich an dessen kultureller Wertschätzung. Sie wirke auf diese Weise der kulturellen Ächtung der Triebregungen entgegen, die sich in verschiedenen Epochen je unterschiedlicher Instrumente bediene.
Der Philosoph und Anthropologe Max Scheler wirft die Frage auf, ob Askese, Verdrängung und Sublimierung der Ursprung geistiger Tätigkeiten sei oder diesen nur die notwendige Energie liefere und kommt zu der Überzeugung einer eigenständigen Geistigkeit als Attribut des Seienden, das sich im Menschen manifestiere. Als solche aber sei sie in ihrer reinen Form ohne alle Macht und bedürfe zu ihrer Verwirklichung der Verbindung mit der energetischen Kraft durch die Triebverdrängung und dessen gleichzeitiger Sublimierung.
Diskutiert wird die Frage, inwieweit der Begriff der platonischen Liebe, wie er durch Platon in Das Gastmahl vorgestellt wurde, der psychoanalytischen Auffassung von der Sublimierung ähnele oder sich von dieser grundlegend unterscheide.